# 皆岸駅
皆岸駅（みなきしえき）は、樺太大泊郡富内村に存在した樺太拓殖鉄道の駅である。

## 歴史
- 1935年10月2日：喜美内駅 - 当駅間が開通。
- 1936年11月1日：当駅 - 富内駅間が開通[1]。
- 1940年：バスとの競合により休止[2]。
- 1942年：王子製紙大泊工場への木材輸送のため貨物輸送のみ再開。
- 1944年1月：王子製紙大泊工場の操業中止に伴い貨物輸送休止（事実上の廃線）。

## 駅名の由来
当駅の所在する地名からであり、地名の由来はアイヌ語の「メナ・ケシ」（小川・端 ＝ 小川が湖に注ぎ海に入る所）、「メナシ・ペプ」（東の川）のそれぞれの説がある。 

## 隣の駅
樺太拓殖鉄道
下喜美内駅 - 皆岸駅 - 川口駅